# Liste der Monuments historiques in Aumont-en-Halatte
Die Liste der Monuments historiques in Aumont-en-Halatte führt die Monuments historiques in der französischen Gemeinde Aumont-en-Halatte auf.

## Liste der Objekte
| Bezeichnung                 | Beschreibung                                    | Standort                                   | Kennzeichnung | Schutzstatus | Datum | Bild |
| --------------------------- | ----------------------------------------------- | ------------------------------------------ | ------------- | ------------ | ----- | ---- |
| Skulptur Madonna mit Kind   | Kalkstein, zweites Viertel des 14. Jahrhunderts | in der Kirche St-Gervais-St-Protais (Lage) | PM60005401    | Inscrit      | 2020  |      |
| Ölgemälde Beweinung Christi | Erste Hälfte des 17. Jahrhunderts               | in der Kirche St-Gervais-St-Protais (Lage) | PM60005402    | Inscrit      | 2020  |      |